# USS Robert G. Bradley (FFG-49)
La USS Robert G. Bradley (FFG-49) fue una fragata de la clase Oliver Hazard Perry en servicio con la US Navy de 1984 a 2014.

## Construcción

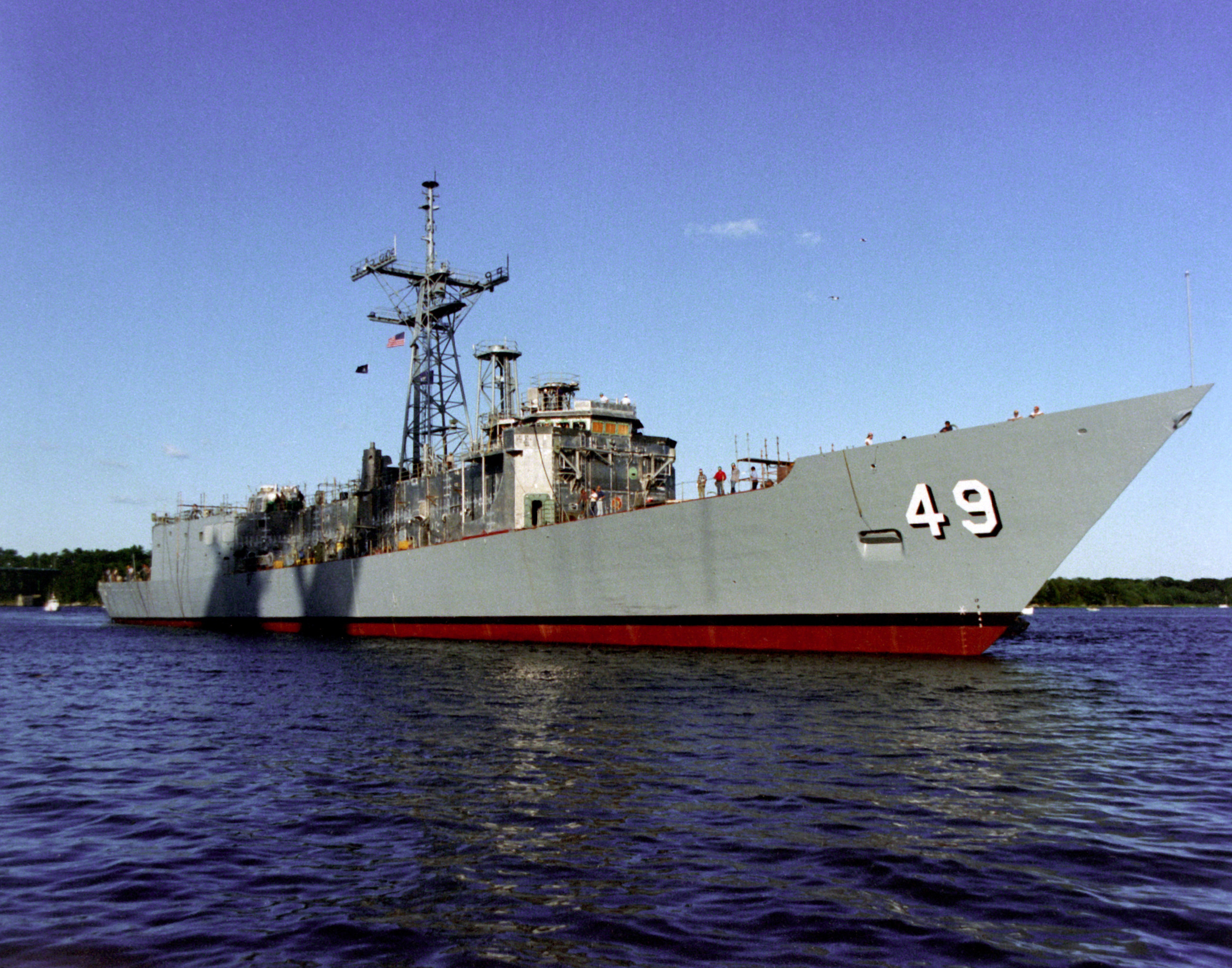
USS Robert G. Bradley (FFG-49)

Colocada su quilla en 1982, fue botada en 1983 y asignada en 1984. Fue su constructor el Bath Iron Works. Fue bautizado USS Robert G. Bradley en honor a un militar muerto en acción en el portaaviones USS Princeton durante la batalla del golfo de Leyte.
La fragata tuvo apostadero en la base naval de Norfolk y posteriormente en la base naval de Mayport; fue retirado en 2014.